# Стівен Цубер
Стівен Цубер (нім. Steven Zuber, нар. 17 серпня 1991, Вінтертур) — швейцарський футболіст, лівий півзахисник клубу «АЕК» з Афін та збірної Швейцарії.

## Клубна кар'єра
У дорослому футболі дебютував 2008 року виступами за команду клубу «Грассгоппер», в якій провів п'ять сезонів, взявши участь у 110 матчах чемпіонату. Більшість часу, проведеного у складі «Грассгоппера», був основним гравцем команди. У 2013 році став володарем Кубка Швейцарії.

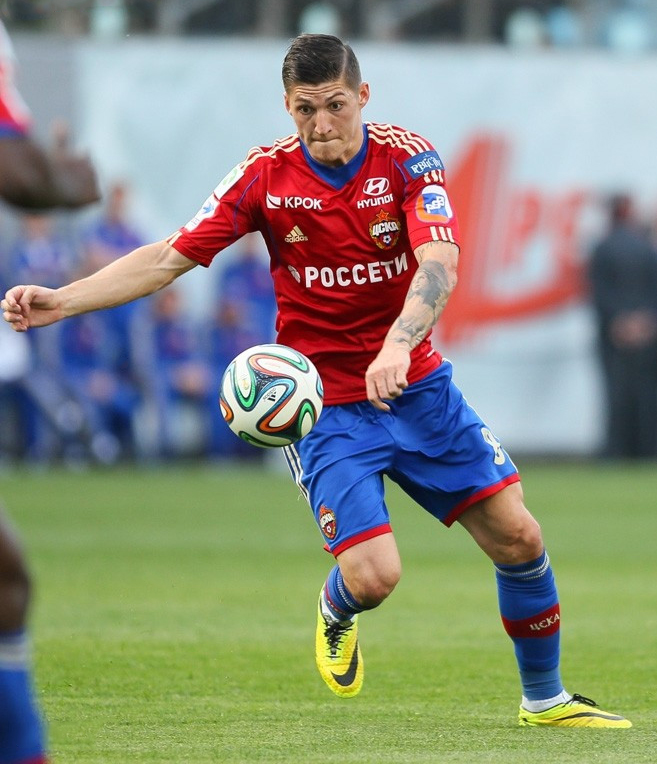
Стівен Цубер під час виступів за ЦСКА. 15 травня 2014 року.

5 липня 2013 року підписав п'ятирічний контракт з московським ЦСКА. 13 липня 2013 року виграв Суперкубок Росії. За підсумками сезону 2013/14 взяв участь в 27 матчах армійців у Прем'єр-лізі, забив один гол, а також віддав одну результативну передачу, став чемпіоном Росії і володарем Суперкубка Росії.
14 серпня 2014 року підписав контракт з німецьким клубом «Гоффенгайм 1899» до літа 2018 року, сума транферу склала близько 3 550 000 євро. 30 квітня 2016 року під час тренування клубу, зіткнувся головами з Фабіаном Шером. В результаті зіткнення Стівен отримав перелом черепа і знепритомнів. З сезону 2016/17 став основним гравцем німецького клубу, а 25 січня 2017 року продовжив свій контракт із клубом до 2020 року.

## Виступи за збірні
2005 року дебютував у складі юнацької збірної Швейцарії. Всього за п'ять років взяв участь у 27 іграх на юнацькому рівні, відзначившись 5 забитими голами.
З 2010 року залучаєвся до складу молодіжної збірної Швейцарії. Загалом на молодіжному рівні зіграв у 18 офіційних матчах, забив 5 голів.
2012 року захищав кольори олімпійської збірної Швейцарії на Олімпійських іграх 2012 року у Лондоні, зігравши усі три матчі, але його збірна не вийшла з групи, зайнявши останнє четверте місце.
29 серпня 2013 року вперше був викликаний до складу національної збірної Швейцарії на матчі відбіркового турніру до чемпіонату світу 2014 року проти збірних Норвегії та Ісландії. Втім дебютував за збірну лише майже через три роки — 25 березня 2017 року у відборі на чемпіонат світу 2018 року проти Латвії (1:0). В підсумку швейцарці кваліфікувались на чемпіонат світу 2018 року у Росії, куди поїхав і Цубер. 17 червня 2018 року в матчі першого туру групового етапу Стівен забив гол у ворота збірної Бразилії, принісши своїй команді сенсаційну нічию (1:1).
| Дата       | Місто               | Господарі         | Результат             | Гості             | Турнір                                         | Голи | Примітки |
| ---------- | ------------------- | ----------------- | --------------------- | ----------------- | ---------------------------------------------- | ---- | -------- |
| 25-3-2017  | Каруж               | Швейцарія         | 1 – 0                 | Латвія            | Відбір до ЧС 2018                              | -    | 78'      |
| 1-6-2017   | Невшатель           | Швейцарія         | 1 – 0                 | Білорусь          | товариський матч                               | -    | 66'      |
| 9-6-2017   | Торсгавн            | Фарерські острови | 0 – 2                 | Швейцарія         | Відбір до ЧС 2018                              | -    | 62'      |
| 31-8-2017  | Санкт-Галлен        | Швейцарія         | 3 – 0                 | Андорра           | Відбір до ЧС 2018                              | -    | 46'      |
| 7-10-2017  | Базель              | Швейцарія         | 5 – 2                 | Угорщина          | Відбір до ЧС 2018                              | 2    |          |
| 10-10-2017 | Лісабон             | Португалія        | 2 – 0                 | Швейцарія         | Відбір до ЧС 2018                              | -    | 66'      |
| 9-11-2017  | Белфаст             | Північна Ірландія | 0 – 1                 | Швейцарія         | Відбір до ЧС 2018                              | -    | 87'      |
| 12-11-2017 | Лісабон             | Швейцарія         | 0 – 0                 | Північна Ірландія | Відбір до ЧС 2018                              | -    |          |
| 23-3-2018  | Афіни               | Греція            | 0 – 1                 | Швейцарія         | товариський матч                               | -    | 61'      |
| 27-3-2018  | Базель              | Швейцарія         | 6 – 0                 | Панама            | товариський матч                               | 1    | 69'      |
| 3-6-2018   | Віла-Реал (Іспанія) | Іспанія           | 1 – 1                 | Швейцарія         | товариський матч                               | -    | 89'      |
| 8-6-2018   | Лугано              | Швейцарія         | 2 – 0                 | Японія            | товариський матч                               | -    | 64'      |
| 17-6-2018  | Ростов-на-Дону      | Бразилія          | 1 – 1                 | Швейцарія         | ЧС 2018 - груповий етап                        | 1    |          |
| 22-6-2018  | Калінінград         | Сербія            | 1 – 2                 | Швейцарія         | ЧС 2018 - груповий етап                        | -    | 94'      |
| 3-7-2018   | Санкт-Петербург     | Швеція            | 1 – 0                 | Швейцарія         | ЧС 2018 - 1/8 фіналу                           | -    | 73'      |
| 8-9-2018   | Санкт-Галлен        | Швейцарія         | 6 – 0                 | Ісландія          | Ліга націй УЄФА 2018-2019 - 1-й етап           | 1    | 79'      |
| 11-9-2018  | Лестер              | Англія            | 1 – 0                 | Швейцарія         | товариський матч                               | -    | 66'      |
| 12-10-2018 | Брюссель            | Бельгія           | 2 – 1                 | Швейцарія         | Ліга націй УЄФА 2018-2019 - 1-й етап           | -    |          |
| 15-10-2018 | Рейк'явік           | Ісландія          | 1 – 2                 | Швейцарія         | Ліга націй УЄФА 2018-2019 - 1-й етап           | -    | 88'      |
| 14-11-2018 | Лугано              | Швейцарія         | 0 – 1                 | Катар             | товариський матч                               | -    | 46'      |
| 18-11-2018 | Люцерн              | Швейцарія         | 5 – 2                 | Бельгія           | Ліга націй УЄФА 2018-2019 - 1-й етап           | -    | 87'      |
| 23-3-2019  | Тбілісі             | Грузія            | 0 – 2                 | Швейцарія         | Відбір до ЧЄ 2020                              | 1    |          |
| 26-3-2019  | Базель              | Швейцарія         | 3 – 3                 | Данія             | Відбір до ЧЄ 2020                              | -    |          |
| 5-6-2019   | Порту               | Португалія        | 3 – 1                 | Швейцарія         | Ліга націй УЄФА 2018-2019 - півфінал           | -    | 83'      |
| 9-6-2019   | Гімарайнш           | Швейцарія         | 0 – 0 д.ч. (5-6 п.п.) | Англія            | Ліга націй УЄФА 2018-2019 - матч за 3-тє місце | -    | 65'      |
| 3-9-2020   | Львів               | Україна           | 2 – 1                 | Швейцарія         | Ліга націй УЄФА 2020-2021 - 1-й етап           | -    | 46'      |
| 6-9-2020   | Базель              | Швейцарія         | 1 – 1                 | Німеччина         | Ліга націй УЄФА 2020-2021 - 1-й етап           | -    | 64'      |
| Усього     |                     | Матчів            | 27                    |                   | Голів                                          | 6    |          |

## Титули і досягнення
- Чемпіон Росії (1):

ЦСКА (Москва):  2013-14
- Володар Кубка Швейцарії (1):

Грассгоппер:  2012-13
- Володар Суперкубка Росії (2):

ЦСКА (Москва): 2013, 2014
- Чемпіон Греції (1):

АЕК: 2022-23
- Володар кубка Греції (1):

АЕК: 2022-23